# Mark Hammergren
Mark Hammergren (* 1964) ist ein US-amerikanischer Astronom und Asteroidenentdecker.
Er arbeitet am Adler-Planetarium in Chicago im US-amerikanischen Bundesstaat Illinois und leitet zurzeit ein Forschungsprojekt, das die chemische Zusammensetzung von Asteroiden untersucht. Außerdem ist er Direktor des Astro-Science Workshops. Seine Interessenschwerpunkte sind Asteroiden, Meteoriten, Impakte und darauffolgendes Massenaussterben, sowie die Geschichte und Soziologie des UFO-Phänomens.
Am 25. Juli 1993 entdeckte er am Manastash-Ridge-Observatorium der University of Washington die Asteroiden (14466) Hodge und (43844) Rowling.
Der Asteroid (7917) Hammergren wurde am 6. Mai 2012 nach ihm benannt.